# Étienne Le Hongre
Étienne le Hongre est un sculpteur français né le 7 mai 1628 et mort le 27 avril 1690 à Paris.
On lui doit de nombreuses sculptures du Parc et des jardins du château de Versailles.

## Biographie
Fils de menuisier, il est élève du sculpteur Jacques Sarazin, et est « agréé » à l'Académie Royale dès 1653. Il exécute ensuite un voyage en Italie, étudiant longuement à Rome avant de retrouver Paris en 1659 et d'être « reçu » à l'Académie royale de peinture et de sculpture le 30 avril 1667 sur présentation d'une statue en marbre représentant Sainte Marie Madeleine. Il en deviendra adjoint professeur en 1670, puis professeur en 1676, et adjoint recteur en 1686. En avril 1661, il reçoit commande par le duc de La Meilleraye du Tombeau du cœur de Louis de Cossé, duc de Brissac, pour la chapelle d'Orléans au couvent des Célestins de Paris, et dont les principaux éléments sont aujourd'hui conservés au musée du Louvre. 
Devenu « sculpteur ordinaire des bâtiments du roi », il participe à presque tous les grands chantiers décoratifs du règne de Louis XIV, dès les années 1660 : vers 1663, il intervient pour divers ornements aux façades du Louvre et des Tuileries. En 1669, il sculpte plusieurs figures pour le château de Fontainebleau, et réalise plusieurs figures animales en plomb pour le Labyrinthe des jardins de Versailles (dont ont subsisté un Coq et un Loup). En 1674-1675, il participe aux travaux décoratifs de la Porte Saint-Martin à Paris, puis sculpte deux Captifs en 1679 pour le château de Chagny, et plusieurs figures en 1682 pour le château de Choisy. Dans les années 1670, il fait partie de l'équipe de sculpteurs chargés de fournir des figures de pierre pour l'ornement des façades du château de Versailles : il sculpte ainsi plusieurs figures allégoriques (La Richesse, L'Autorité, L'Afrique) et divers ornements architecturaux (chapiteaux, pots à feux). 
Il est surtout employé, pendant la dernière décennie de sa carrière, aux sculptures des jardins du château : il participe, sous la direction de François Girardon, au décor des bas-relief de la fontaine du Bain des nymphes en plomb, et réalisera en 1687-1689 deux figures couchées en bronze, La Marne et La Seine, pour le Parterre d'Eau. Il sculpte dans les mêmes années les deux termes de Vertumne et Pomone pour la demi-lune du parterre d'Apollon, et bénéficie de la Grande Commande de 1674 en étant charger de sculpter dans le marbre une allégorie de L'Air, pour la série des Quatre Éléments. 
En mai 1686, il reçoit commande par les États de Bourgogne d'un grand monument équestre de Louis XIV en bronze, destiné à être placé sur la place Royale de Dijon, pour la somme de 90 000 livres. Le modèle est achevé en 1690, année de la mort du sculpteur. L'œuvre monumentale attendra plus de soixante ans avant d'être érigée sur la place Royale, puis sera fondue à la Révolution. Plusieurs répliques réduites du monument sont aujourd'hui connus : l'un est conservé au musée des Beaux-Arts de Dijon, et un autre a été acquis en 2009 par le château de Versailles, afin d'évoquer la statuette qui était placée, dès 1707, dans les petits appartements du roi.
Étienne Le Hongre meurt le 27 avril 1690, à l'âge de 62 ans, dans son logement aux galeries du Louvre. Il est inhumé le lendemain, 28 avril, à l'église Saint-Germain-l'Auxerrois, sa paroisse, en présence de son fils Étienne-Charles Le Hongre, de François Le Hongre, peintre, de Jacques Le Hongre, clerc tonsuré et d'autres personnes de son entourage. Le 6 mai 1690 l'Académie royale de peinture et de sculpture lui rend hommage par la célébration d'un service funèbre aux couvent des Grands-Augustins.

## Œuvres
| Année     | Nom de l’œuvre    | Description      | Situation                                                   | Commanditaire                    | Photo                       |
| 1680-1684 | L'Air             | Statue en marbre | Parc du Château de Versailles                               | Grande Commande d'André Le Nôtre | L'Air par Etienne Le Hongre |
|           | Nymphe aux fleurs | Statue en bronze | Le Parterre d'eau, Parc du Château de Versailles            |                                  |                             |
|           | Nymphe à la perle | Statue en bronze | Le Parterre d'eau, Parc du Château de Versailles            |                                  |                             |
|           | la Marne          | Statue en bronze | Parc du Château de Versailles                               |                                  |                             |
|           | La Seine          | Statue en bronze | Parc du Château de Versailles                               |                                  |                             |
| 1689      | Pomone            | Statue en marbre | Demi-lune du bassin d'Apollon Parc du Château de Versailles |                                  | Pomone                      |
|           | Vertumne          | Statue en marbre | Demi-lune du bassin d'Apollon Parc du Château de Versailles |                                  | Vertumne                    |
|           | La paix           | Statue en bronze | Chapelle/coupole de l'Institut de France (Paris)            |                                  | La Paix                     |